# Michalovice (district de Havlíčkův Brod)
Pour les articles homonymes, voir Michalovice.
Michalovice (en allemand : Michalowitz) est une commune du district de Havlíčkův Brod, dans la région de Vysočina, en Tchéquie. Sa population s'élevait à 215 habitants en 2020.

## Géographie
Michalovice se trouve à 6 km au sud-ouest du centre de Havlíčkův Brod, à 21 km au nord-nord-ouest de Jihlava et à 96 km au sud-est de Prague.
La commune est limitée par Hurtova Lhota au nord-ouest, par Havlíčkův Brod au nord-est, par Lípa au sud-est et au sud, et par Květinov à l'ouest.

## Histoire
La première mention écrite de la localité date de 1377.